# Reunión de Colonia Tovar

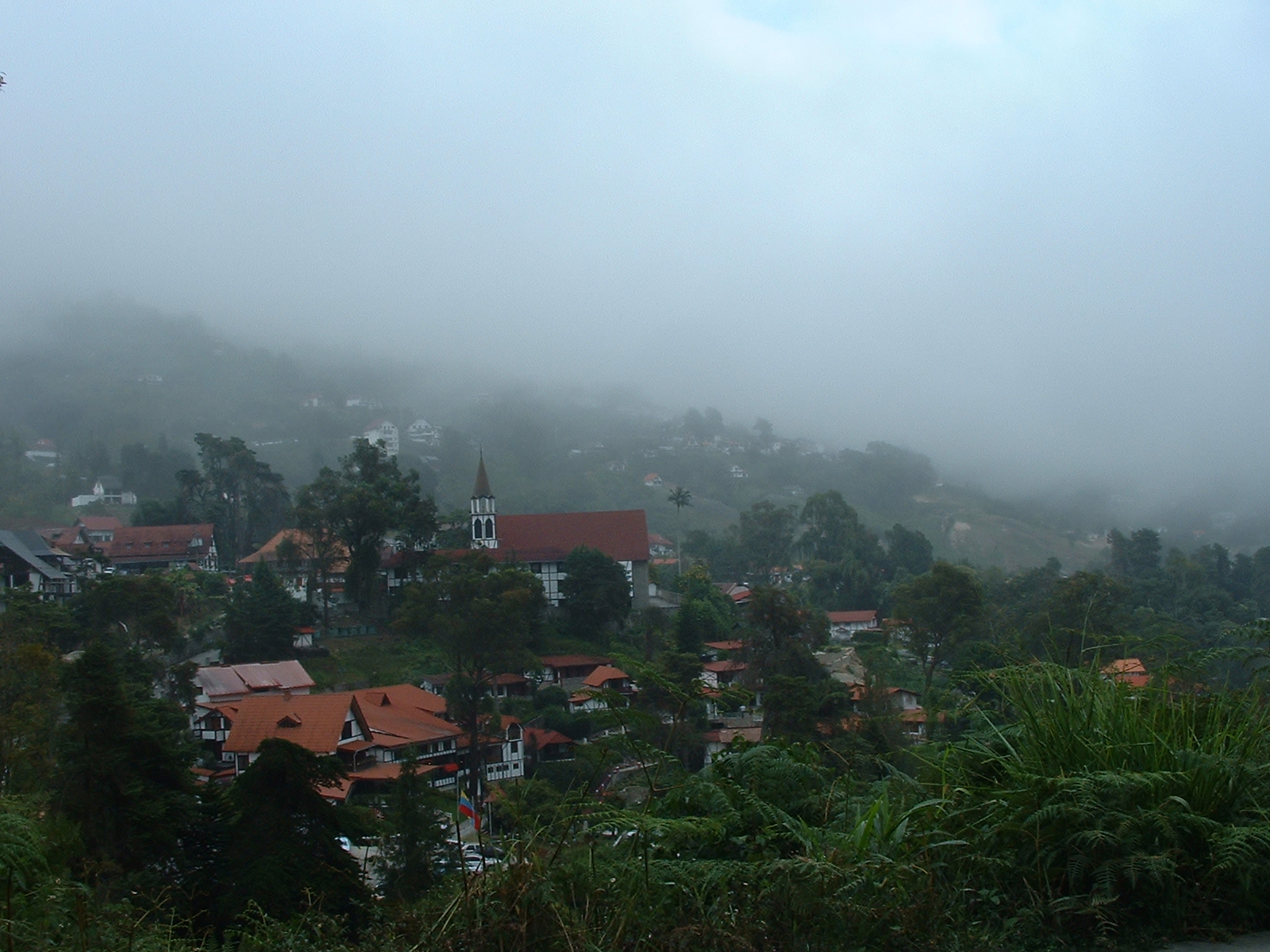
Panorámica de Colonia Tovar, localidad en la que se realizó el seminario.

La Reunión de Colonia Tovar fue una reunión de políticos chilenos opositores a la dictadura militar de ese país, celebrada en la aldea de Colonia Tovar, Venezuela, entre el 8 y el 10 de julio de 1975. Es considerada el primer acercamiento de dirigentes del Partido Demócrata Cristiano (PDC) y la Unidad Popular (UP), así como uno de los antecedentes de la Concertación de Partidos por la Democracia.

## Historia
En junio de 1975, el Instituto Latinoamericano de Investigaciones Sociales (ILDIS), con el patrocinio de la Fundación Friedrich Ebert, ligada al Partido Socialdemócrata de Alemania Federal, convocó a un seminario sobre "Modelos y Alternativas del Desarrollo Democrático en América Latina". El evento se realizó en el Hotel Alto Baviera, de Colonia Tovar, en las cercanías de Caracas. 
Asistieron, a título personal, las siguientes personas:
- Partido Socialista: Carmen Lazo, Clodomiro Almeyda y Aniceto Rodríguez.
- Partido Demócrata Cristiano: Bernardo Leighton, Renán Fuentealba y Esteban Tomic.
- Partido Radical: Anselmo Sule, Hugo Miranda y Carlos Morales Abarzúa.
- Izquierda Cristiana: Sergio Bitar y Rafael Agustín Gumucio.

También participaron, aunque en calidad reservada por ser funcionarios de Naciones Unidas, los demócratacristianos Radomiro Tomic y Gabriel Valdés.
La declaración final de la reunión, el 10 de julio de 1975, llamó a la búsqueda de acuerdos entre el PDC y la UP para derrotar a la dictadura, así como a la construcción de una sociedad «socialista, democrática, pluralista, de plena participación de los trabajadores en el poder».
Según Fuentealba:

Creo que esta reunión fue el primer y más valioso aporte a la lucha por la concertación de las fuerzas políticas y sociales para restaurar la democracia y dar gobierno a Chile. Se redactó un documento y desde allí comenzaron todo tipo de encuentros en diferentes partes del mundo tras el mismo objetivo. Yo diría que allí nació la Concertación de Partidos por la Democracia.
Renán Fuentealba Moena (2007)